# Koch Island
Koch Island – niezamieszkana wyspa w Basenie Foxe’a, w Archipelagu Arktycznym, w regionie Qikiqtaaluk, na terytorium Nunavut, w Kanadzie.